# Gaylord (Minnesota)
Gaylord es una ciudad ubicada en el condado de Sibley en el estado estadounidense de Minnesota. En el Censo de 2010 tenía una población de 2305 habitantes y una densidad poblacional de 533,23 personas por km².

## Geografía
Gaylord se encuentra ubicada en las coordenadas 44°33′20″N 94°12′45″O / 44.55556, -94.21250. Según la Oficina del Censo de los Estados Unidos, Gaylord tiene una superficie total de 4.32 km², de la cual 4.32 km² corresponden a tierra firme y (0%) 0 km² es agua.

## Demografía
Según el censo de 2010, había 2305 personas residiendo en Gaylord. La densidad de población era de 533,23 hab./km². De los 2305 habitantes, Gaylord estaba compuesto por el 87.64% blancos, el 0.22% eran afroamericanos, el 0.13% eran amerindios, el 1.21% eran asiáticos, el 0.04% eran isleños del Pacífico, el 9.59% eran de otras razas y el 1.17% pertenecían a dos o más razas. Del total de la población el 22.99% eran hispanos o latinos de cualquier raza.